# Coronación de Jorge III del Reino Unido y Carlota de Mecklemburgo-Strelitz
La coronación de Jorge III de Reino Unido y su esposa Carlota de Mecklemburgo-Strelitz como rey y reina de Gran Bretaña e Irlanda tuvo lugar en la Abadía de Westminster, Londres, el martes 22 de septiembre de 1761, unas dos semanas después de que se casaran en la Capilla Real del Palacio de St. James. La jornada estuvo marcada por errores y omisiones; una procesión retrasada desde Westminster Hall hasta la abadía fue seguida por un servicio de coronación de seis horas y luego un banquete que finalmente terminó a las diez de la noche.

## Antecedentes
A la muerte de su abuelo, el rey Jorge II del Reino Unido, Jorge ascendió al trono el 25 de octubre de 1760 a la edad de 22 años. El joven rey aún no se había casado, por lo que le preguntó a Lord Bute sobre princesas alemanas protestantes adecuadas para ser su esposa y consorte. En julio de 1761, se decidió que el rey se casaría con la princesa Carlota de Mecklenburgo-Strelitz, de 17 años, quien carecía de interés en los asuntos políticos a favor de Jorge. Después de que ella llegara al Palacio de St James acompañada por su hermano, el duque Adolfo Federico, el 8 de septiembre de 1761 para encontrarse con el rey, Jorge y Carlota se casaron en la Capilla Real del Palacio de St James el mismo día. Se casaron justo a tiempo para la ceremonia de coronación dos semanas después.

## Preparativos

### Financiamiento
La coronación se presupuestó en 9430 libras esterlinas (algunas fuentes dan una cifra de alrededor de 70.000 libras esterlinas). Por tradición, los preparativos ceremoniales deberían haber sido realizados por el conde mariscal hereditario, Edward Howard, noveno duque de Norfolk; sin embargo, siendo católico, fue excluido y delegó el papel a su pariente lejano, Thomas Howard, segundo conde de Effingham. La liturgia del servicio de coronación estuvo a cargo del arzobispo de Canterbury, Thomas Secker, quien hizo solo cambios mínimos con respecto al servicio anterior, principalmente para acomodar la coronación de la consorte y reflejar el hecho de que Gran Bretaña estaba en el curso de la Guerra de los Siete Años con Francia.
El edificio de la abadía se transformó con numerosas galerías de madera erigidas en el coro para miembros del Parlamento, embajadores y músicos, mientras que en la nave, se construyeron tres niveles de galerías para el público en la arcada. Las entradas para un asiento delantero costaban 10 guineas (£10,50) cada una, mientras que un palco más alto de doce asientos costaba 50 guineas (£52,50). Los constructores se jactaron de haber dañado "toda una legión de ángeles" durante los trabajos de construcción.
Westminster Hall también se transformó, ya que generalmente estaba dividido por tabiques de madera en varias salas de audiencias. Se instaló un piso de madera, junto con tres niveles de galerías para espectadores. El más alto de ellos estaba unido a las vigas de martillo del techo, mientras que el más bajo estaba provisto de una compuerta "para la recepción de las secreciones urinarias". Sobre la puerta norte se erigió un arco triunfal diseñado por William Oram, rematado por un balcón para músicos y un órgano de tubos. La iluminación estuvo a cargo de veinticinco enormes candelabros. En el exterior, los constructores emprendedores erigieron puestos temporales que daban una vista de la procesión entre el salón y la abadía, algunos con capacidad para 1500 personas, mientras que alquilar una casa que dominaba la escena durante el día podía costar hasta 1000 libras esterlinas.

## Contratiempos durante la coronación
De camino a la abadía, el obispo de Rochester casi dejó caer la corona que llevaba; afortunadamente había sido clavado al cojín en el que estaba sentado.  Un espectador señaló que los heraldos cometieron "numerosos errores y estupideces", otro que "el conjunto fue confusión, irregularidad y desorden". El rey consideró inapropiado comulgar con su corona y le preguntó al arzobispo si debía quitársela, el arzobispo a su vez preguntó al deán de Westminster, pero tuvo que informar que ninguno sabía cuál era la forma habitual; el rey se quitó la corona de todos modos.  En algún momento del proceso, se dice que una gran joya se cayó de la corona, lo que más tarde se dijo que había sido un presagio que presagiaba la independencia de los Estados Unidos. Durante el sermón, la congregación de la nave que no podía oírlo, comenzó a comer, principalmente embutidos y empanadas, y a beber el vino que traían y repartían los sirvientes; el ruido de los cubiertos que siguió resultó en una explosión de risa. Cuando la reina quiso visitar la "cámara de descanso" que se había construido para su uso en la Capilla de San Eduardo detrás del altar mayor, la encontró ya ocupada por el duque de Newcastle, que estaba haciendo uso del taburete cercano de la reina. Cuando el rey se quejó a Effingham por estos problemas, admitió que había habido "cierta negligencia", pero que se aseguraría de que la próxima coronación se organizara correctamente (cuando, por supuesto, el rey estaría muerto). A Jorge le divirtió mucho la respuesta e hizo que Effingham la repitiera varias veces.

### Servicio y música
La ceremonia de coronación estuvo a cargo del arzobispo Secker. La primera parte de la ceremonia, el reconocimiento y el juramento, requería que la congregación diera su consentimiento al grito de "Dios salve al rey Jorge", tras lo cual el rey juró y firmó el juramento de coronación. En este punto, el obispo de Salisbury, Robert Hay Drummond, pronunció un breve sermón de 15 minutos (algunas fuentes en la actualidad, afirman incorrectamente que fue pronunciado por el arzobispo). Luego siguió la unción con aceite sagrado, la investidura con las insignias y en el clímax de la ceremonia, coronado rey de Gran Bretaña e Irlanda por el arzobispo. Este punto del servicio se alcanzó a las 15:30 horas; fue acompañado por fanfarrias de trompetas en la abadía y un hombre encaramado en lo alto del techo dio una señal para el disparo de salvas en Green Park y al otro lado de la ciudad en la Torre de Londres. En la entronización y el homenaje, cada uno de los pares prometió lealtad por turno, durante el cual se repartieron medallones de coronación de oro y plata entre la congregación. Esto fue seguido por la coronación más breve de la reina y, finalmente, el rey y la reina recibieron la Sagrada Comunión. Después de cambiarse sus túnicas ceremoniales, el rey, la reina, los nobles y los obispos regresaron en procesión a Westminster Hall en el mismo orden en que habían venido; el servicio había durado seis horas y ya estaba oscuro cuando salieron de la abadía.
1761 es la única coronación conocida donde casi toda la música fue escrita por el mismo compositor, William Boyce, quien fue el maestro de la Música del Rey. Boyce creía, probablemente incorrectamente, que le habían encargado que escribiera nuevos escenarios musicales para todos los textos tradicionales de coronación. Aunque completó ocho piezas corales para el servicio,  le escribió al arzobispo Secker negándose a reescribir la música para el himno Zadok the Priest porque "no puede estar mejor ambientado de lo que ya lo ha sido por el Sr. Handel" (Handel había escrito cuatro de los himnos de la coronación anterior).  El arzobispo respondió para decir que el rey había estado de acuerdo, y desde entonces, el escenario de Zadok de Handel se ha utilizado en cada coronación. La composición del himno de entrada de Boyce, I was glad, probablemente se cantó en dos partes para permitir que los niños de la Escuela Westminster gritaran su tradicional aclamación ¡Vivat!.
Los coros combinados de la Abadía de Westminster y la Capilla Real probablemente contaban con 42 cantantes y había una orquesta de unos 105 músicos. El coro estaba dispuesto en las primeras filas de las galerías que se habían erigido en el extremo este de la abadía, con la orquesta en una galería sobre la pantalla de la cruz. Boyce pidió que se desmantelara la parte superior del retablo alto del altar mayor para que todos los coristas pudieran ver al director, pero aun así, se requirió un director asistente.  La música parece ser el único elemento de la coronación que transcurrió sin contratiempos, quizás porque Boyce realizó tres ensayos completos en la abadía, a los que se admitió al público con boleto, el último el día antes del servicio.

## Procesión

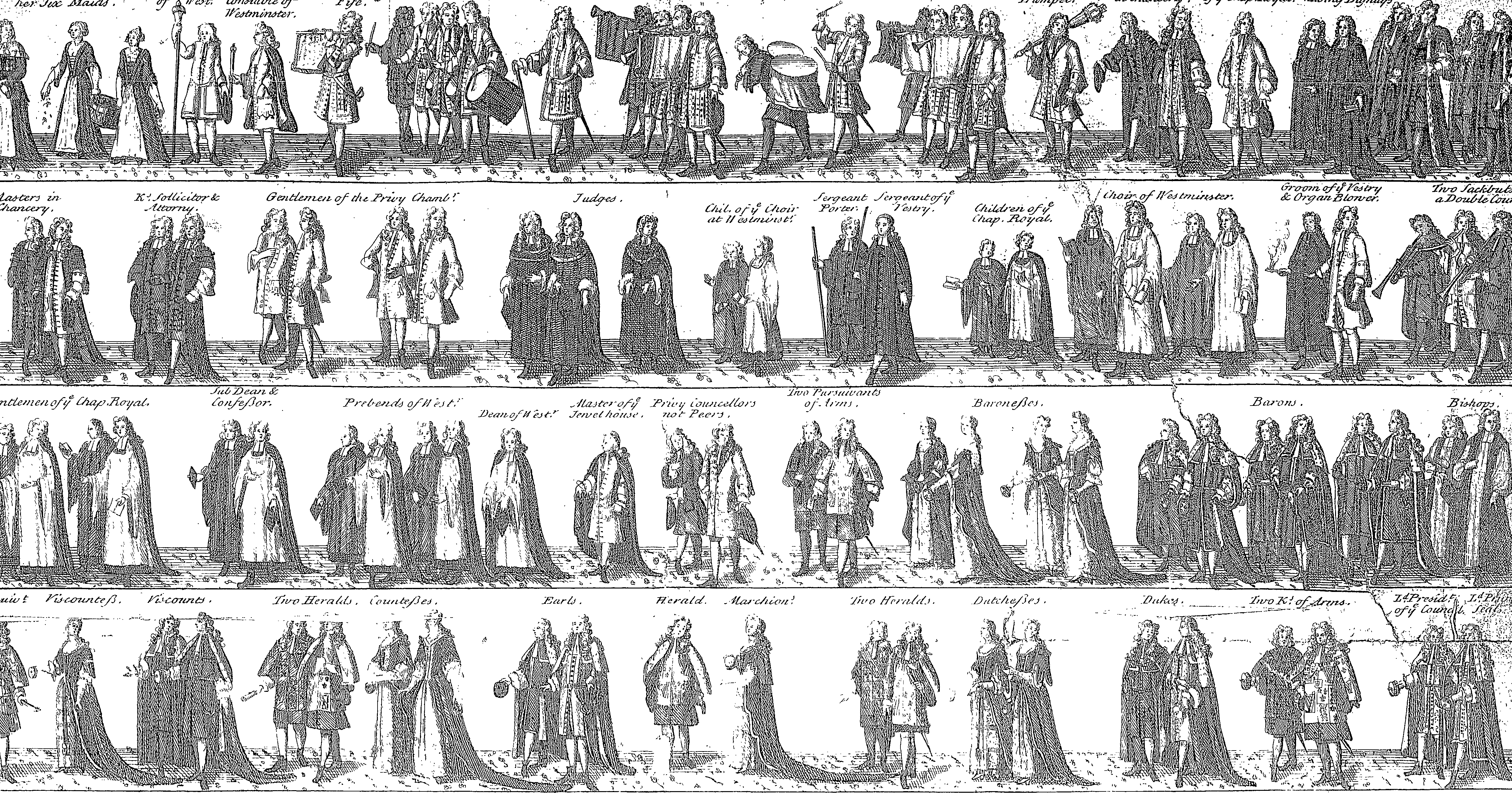
Una pequeña parte de los que iba a acompañar en la procesión

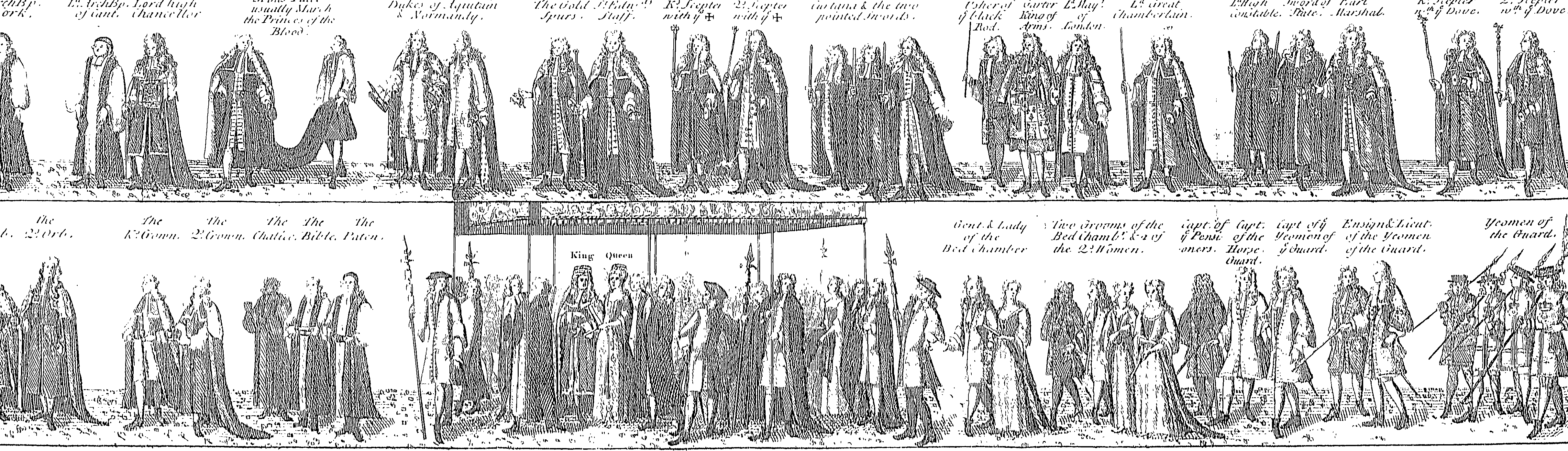
La segunda parte de los acompañantes de la procesión que llevaban a los elevados reyes, visto desde un pabellón

La coronación resultó ser un evento anticipado, ya que la mañana de la ceremonia estuvo marcada por calles abarrotadas, así como posadas, habitaciones y hogares desbordados que esperaban la aparición del nuevo rey y la reina. Según se informa, una gran cantidad de carruajes llegaron apresuradamente a la Abadía de Westminster el día de la coronación, muchos de ellos chocaron en el caos que siguió. Alrededor de las 9:00 a. m., Jorge y Carlota partieron del Palacio de St James y fueron llevados por separado en sillas a Westminster Hall, donde se habían reunido la nobleza invitada, los funcionarios del gobierno y los miembros de la casa real.
Siguiendo la antigua tradición, los participantes reunidos en la sala esperaban la llegada de una procesión de clérigos de alto rango de la abadía que llevaban las coronas y las insignias; luego se distribuyeron a quienes tenían derecho a llevarlos en la procesión principal desde el salón hasta la abadía. En esta ocasión, hubo una gran demora porque el sustituto del conde mariscal se había olvidado de algunos elementos importantes; no se habían proporcionado sillas para el rey y la reina, no había espada de Estado, por lo que tuvo que pedirse prestada una al alcalde de Londres, y tampoco había dosel bajo el cual se suponía que el rey y la reina debían procesionar y tuvo que ser improvisado.
La corta procesión a pie entre Westminster Hall y la Abadía de Westminster fue la única parte de la ceremonia que fue visible para el público en general y una gran multitud llenó no solo las aceras, sino también las ventanas y los techos de las casas circundantes, así como las tribunas de madera especialmente construidas en casas. La ruta iba desde New Palace Yard, a lo largo de Parliament Street, Bridge Street y King Street hasta la puerta oeste de la abadía, a lo largo de la cual se había construido una pasarela de madera temporal, de 3 pies (0,91 m) de alto y 15 pies (4,6 m) de ancho. para que los participantes pudieran ser vistos más fácilmente. Sin embargo, los 2800 soldados que estaban de pie a cada lado obstruían la vista y tuvieron que hacer retroceder a la multitud ansiosa con el lado plano de sus espadas y las culatas de sus mosquetes. El rey y la reina entraron en la Abadía poco después de las 13:30 horas, siendo comentada favorablemente la dignidad de la pareja real y la “reverente atención que ambos prestaron al oficio”. La procesión y la ceremonia fueron tan largas que el rey no fue coronado hasta las 15:30 horas.

## Otras celebraciones públicas
En Londres, grandes multitudes celebraron en las calles. Aunque el Consejo Privado había prohibido encender hogueras en la noche de la coronación por razones de seguridad, esto parece haber sido ampliamente ignorado, a pesar de las patrullas de caballería. El secretario de Estado, el duque de Newcastle, encendió una fuera de su casa de Londres y regaló cerveza a la multitud, mientras otros iluminaban sus casas con farolillos. En otros lugares, el Día de la Coronación se caracterizó por servicios de acción de gracias en las iglesias, banquetes cívicos, fuegos artificiales y fiestas organizadas para los pobres por benefactores adinerados. En las semanas siguientes, los teatros del West End de Londres representaron elaboradas recreaciones de la coronación; el espectáculo en el Theatre Royal, Drury Lane terminó con "una verdadera hoguera y una verdadera multitud" en el escenario, mientras que la producción en el Theatre Royal, Covent Garden contó con el coro real de la Abadía de Westminster.

## Dignatarios presentes en la Coronación
- Princesa Augusta, hermana del rey
- El duque de York y Albany, hermano del rey
- El duque de Cumberland, tío paterno del rey.[37][38]